# Нейрони спинного мозку
Нейро́ни спинно́го мо́зку складають дві великі групи: рухові нейрони (мотонейрони) та проміжні, або інтернейрони. Останніх приблизно у 30 разів більше, ніж перших. Рухові нейрони (мотонейрони) розташовані у вентральних рогах спинного мозку і поділяються на два основних типи. Розрізняють великі, або α-мотонейрони, і дрібні, або γ-мотонейрони. α-Мотонейрони входять до складу медіальних і латеральних ядер. Це найбільші клітини спинного мозку. Їх аксони утворюють нервово-м'язові синапси з поперечно посмугованими волокнами скелетних м'язів. Аксони α-мотонейронів посилають колатералі до вставних нейронів (клітини Реншоу). γ-Мотонейрони іннервують інтрафузальні волокна м'язових веретен.